# 고양들소리
고양들소리는 경기도 고양시 덕양구 행신동에 있다. 2010년 7월 29일 고양시의 향토문화재 제57호로 지정되었다.

## 개요
고양지역 곳곳에서 전래되고 있는 농요' 농악, 풍물놀이이다.다양한 농사소리를 보고 들을 수 있다.